# Mongolsko na Letních olympijských hrách 2012
Mongolsko se účastnilo Letní olympiády 2012. Zastupovalo ho 29 sportovců (16 mužů a 13 žen) v 7 sportech.

## Medailisté
| Medaile | Jméno                      | Sport | Soutěž                       |
| ------- | -------------------------- | ----- | ---------------------------- |
| Stříbro | Najdangín Tüvšinbajar      | Judo  | muži 100 kg                  |
| Stříbro | Nyambayaryn Tögstsogt      | Box   | muži váha muší do 52 kg      |
| Bronz   | Sajndžargalyn Ňam-Očir     | Judo  | Muži 73 kg                   |
| Bronz   | Soronzonboldyn Batceceg    | Zápas | Ženy volný styl 63 kg        |
| Bronz   | Uranchimegiin Mönkh-Erdene | Box   | muži velterová váha do 64 kg |